# Гавриил (Городков)
Архиепископ Гавриил (в миру Григорий Иванович Городков; 17 (29) апреля 1785, село Городковичи, Спасский уезд, Рязанская губерния — 7 (19) апреля 1862, Льгово, Рязанская губерния) — епископ Русской православной церкви, архиепископ Рязанский и Зарайский.
Канонизирован Русской православной церковью в лике святителя.

## Биография
Родился 17 апреля 1785 года в селе Городковичи Спасского уезда Рязанской губернии в семье пономаря. С детства часто недомогал, особенно страдал от грудных болей.
В 1808 году окончил Рязанскую духовную семинарию.
Ещё будучи учеником Рязанской семинарии, он получил священническое место при соборе в Касимове (в качестве так называемого «доходника», то есть пользующегося лишь доходами от священнического места) и предполагал жениться на дочери касимовского протоиерея, но в 1809 году был избран в состав первого курса только что открытой тогда Санкт-Петербургской духовной академии.
В 1814 году окончил курс академии со степенью магистра богословия и назначен преподавателем Рязанской семинарии. В 1815 году пострижен в монашество и рукоположён во иеромонаха. 27 февраля 1816 года возведён в сан архимандрита и назначен настоятелем Рязанского Троицкого монастыря.
В 1817 году определён инспектором Рязанской семинарии. В том же году переведён ректором в Орловскую семинарию и назначен архимандритом Орловского Успенского монастыря.
С 1818 года — ректор Нижегородской семинарии и настоятель Макариевского Желтоводского монастыря. С 1821 года — настоятель Нижегородского Печерского монастыря.
20 мая 1828 года хиротонисан во епископа Калужского и Боровского.
26 августа 1831 года назначен епископом Могилёвским и Витебским для подготовки воссоединения западно-русских униатов. 30 апреля 1833 года — епископ Могилёвский и Мстиславский. 26 декабря 1833 года возведен в сан архиепископа.
15 апреля 1837 года переведён в Рязань.
В 1841—1843 годах присутствовал в Святейшем синоде.
5 июня 1858 года уволен на покой в Ольгов монастырь Рязанского уезда с правом управления этим монастырём.
Скончался 7 апреля 1862 года. Погребён в Троицкой церкви Ольгова монастыря.

## Награды
- Орден Святой Анны 2-й степени (21 августа 1821)
- Орден Святого Владимира 3-й степени (28 января 1828)
- Орден Святой Анны 1-й степени (4 апреля 1830); императорская корона к ордену (1 января 1832)
- Орден Святого Владимира 2-й степени (28 марта 1841)
- Орден Святого Александра Невского (21 апреля 1850)

## Сочинения
- Слово в Комитете Библейского Общества. — П., 1822.
- Слово покаянное, говоренное в кафедральном Калужском соборе. — М., 1830.
- Слово, говоренное в Могилевском кафедральном соборе епископом Гавриилом 4 окт. 1831 г. при вступлении в управление Могилевской епархией. — СПб., 1831.
- Беседа на Рождество Христово. — СПб., 1844.
- Слова и речи. — М., 1860.
- Слова и речи на Господские и Богородичные праздники и на другие случаи. — М., 1860.
- Собственноручные автобиографические записки преосв. Гавриила // Странник. — 1864.
- Послания и надписи // Странник. — 1864.
- Шесть писем к обер-прокурору С. Д. Нечаеву // «Старина и новизна». —  1905. — Книга 9. — С. 239.
- Речь в Библейском обществе. Отчет общ. за 1821 г.
- Переложение 29-го псалма (в рукописи).

## Канонизация
В 1987 году Гавриил был прославлен в лике местночтимых святых Рязанской земли. В 1999 году состоялось обретение его мощей, которые в том же году были перенесены в Свято-Троицкий монастырь Рязани. В 2004 году его мощи были перенесены в кафедральный Христорождественский собор Рязани.
Память 7 апреля, в Соборе Нижегородских святых, 10 июня — в Соборе Рязанских святых и в Неделю 3-ю по Пятидесятнице — в Соборе Белорусских святых.